# Janne Holmén
Janne Sven-Åke Holmén (Jomala, 26 de setembro de 1977) é um atleta finlandês especialista em corridas de longa distância, especialmente a maratona. Participou de duas edições de Jogos Olímpicos e teve como melhor resultado um 19º lugar obtido em Pequim 2008.
A maior conquista de Holmén foi vencer a maratona no Campeonato Europeu de Atletismo de 2002, em Munique, na Alemanha, terminando com tempo de 2:12:04. Nas Olimpíadas de 2004 em Atenas, terminou em 22º lugar com o tempo de 2:17:50. No Campeonato Europeu de Gotemburgo, em 2006, Holmén terminou em sétimo lugar com 2:13:10. Em 2007 no Campeonato Mundial finalizou na nona colocação com a marca 2:19:36.